# شکرلوی سفلی
شکرلوی سفلی یک روستا در ایران است که در دهستان اجارود شمالی واقع شده‌است.